# Кочкарь (Башкортостан)
Кочкарь (баш. Ҡусҡар) — хутор в Мелеузовском районе Республики Башкортостан Российской Федерации. Входит в состав Воскресенского сельсовета. 

## География

### Географическое положение
Находится в месте впадения реки Тор в Нугуш.
Расстояние до:
- районного центра (Мелеуз): 18 км,
- центра сельсовета (Воскресенское): 7 км,
- ближайшей ж/д станции (Мелеуз): 18 км.

## Население
| 2002 | 2009 | 2010 |
| ---- | ---- | ---- |
| 46   | ↘39  | ↘32  |